# Reino Unido en los Juegos Paralímpicos de Pyeongchang 2018
El Reino Unido estuvo representado en los Juegos Paralímpicos de Pyeongchang 2018 por catorce deportistas, nueve hombres y cinco mujeres.

## Medallistas
El equipo paralímpico británico obtuvo las siguientes medallas:
| Nombre            | Deporte      | Evento                                       |
| ----------------- | ------------ | -------------------------------------------- |
| Oro               |              |                                              |
| Menna Fitzpatrick | Esquí alpino | Eslalon discapacidad visual femenino         |
| Plata             |              |                                              |
| Menna Fitzpatrick | Esquí alpino | Eslalon gigante discapacidad visual femenino |
| Menna Fitzpatrick | Esquí alpino | Supercombinada discapacidad visual femenino  |
| Millie Knight     | Esquí alpino | Descenso discapacidad visual femenino        |
| Millie Knight     | Esquí alpino | Supergigante discapacidad visual femenino    |
| Bronce            |              |                                              |
| Millie Knight     | Esquí alpino | Eslalon discapacidad visual femenino         |
| Menna Fitzpatrick | Esquí alpino | Supergigante discapacidad visual femenino    |